# Kadzsi Akira
Kadzsi Akira (Minamiavadzsi, 1980. január 13. –) japán válogatott labdarúgó.
A japán válogatott tagjaként részt vett a 2006-os világbajnokságon.

## Statisztika
| Japán válogatott | Japán válogatott | Japán válogatott |
| Időszak          | Mérk.            | gól              |
| ---------------- | ---------------- | ---------------- |
| 2003             | 1                | 0                |
| 2004             | 20               | 0                |
| 2005             | 14               | 1                |
| 2006             | 14               | 0                |
| 2007             | 11               | 1                |
| 2008             | 4                | 0                |
| Összesen         | 64               | 2                |